# エヴェンキ自治管区
エヴェンキ自治管区（エヴェンキじちかんく、ロシア語: Эвенкиский автономный округ, エヴェンキ語: Эведы̄ Автомоды̄ Округ, Evenkia Autonomous District）はロシア連邦にあった自治管区の一つ。かつては独立した連邦構成主体であった。行政の中心はトゥラ。行政的にはクラスノヤルスク地方に属していた。
2007年にクラスノヤルスク地方と統合されその一地区（エヴェンキ地区）となり、独立した連邦構成主体ではなくなった。

## 概要
- 面積 767,600km²
- 人口 17,697人　（2003年）
- 人口密度 0.02人/km²

エヴェンキ自治管区旗

ロシア連邦でもっとも人口の少ない連邦構成主体であった。

## 標準時
この地域は、クラスノヤルスク時間帯の標準時を使用している。時差はUTC+7時間で、夏時間はない。（2011年3月までは標準時がUTC+7で夏時間がUTC+8、同年3月から2014年10月までは通年UTC+8であった）

## 地理
中央シベリア高原の中部に位置した。主要な河川はエニセイ川の支流のニジニャヤ・ツングースカ川とポドカメンナヤ・ツングースカ川。

## 住民
住民の68%がロシア人、14%がエヴェンキ人。

## 歴史
一帯は17世紀にロシアの支配下に入った。
1930年12月10日にエヴェンキ民族管区が形成された。1977年より自治管区。
1908年にツングースカ大爆発が起こった。
2007年1月1日、クラスノヤルスク地方と統合されその一地区（エヴェンキ地区）となった。